# Vert-Saint-Denis
Vert-Saint-Denis är en kommun i departementet Seine-et-Marne i regionen Île-de-France i norra Frankrike. Kommunen ligger i kantonen Le Mée-sur-Seine som tillhör arrondissementet Melun. År 2022 hade Vert-Saint-Denis 9 057 invånare.

## Befolkningsutveckling
Antalet invånare i kommunen Vert-Saint-Denis
| Referens: INSEE |